# Trešnjevica (jugozapadno od Konjica)
Trešnjevica je naseljeno mjesto u općini Konjic, Federacija Bosne i Hercegovine, BiH.
Nalazi se jugozapadno od Konjica.

## Povijest
Do potpisivanja Daytonskog mirovnog sporazuma bilo je dio istoimenog naseljenog mjesta u sastavu općine Kalinovik koja je ušla u sastav Republike Srpske.

## Stanovništvo
Na popisu 2013. godine bilo je bez stanovnika.